# Phoebe Buffay
Phoebe Buffay (coniugata Buffay-Hannigan) è un personaggio della sitcom statunitense Friends, interpretata da Lisa Kudrow.

## Biografia del personaggio
Phoebe ha un terribile passato, che giustifica la sua bizzarra personalità, che viene rivelato pezzo dopo pezzo nel corso della sitcom. 
Nasce gemella di Ursula, entrambe convinte di essere figlie di Lily e di Frank Buffay. Costui abbandona la famiglia, e quando hanno 14 anni, Lily si suicida, costringendo così le gemelle a vivere per strada. Non andando d'accordo si separano. Phoebe trova lavoro come massaggiatrice e va a convivere con Monica Geller, successivamente si sposterà a casa della nonna Frances: lei convincerà Phoebe che suo padre è un tizio di una foto presa da un catalogo (e che suo nonno sia Albert Einstein, indicando una sua foto al domandare "Chi è mio nonno" della nipote).
Questa intricata storia familiare fa crescere Phoebe come una ragazza spesso infantile, ingenua e innocente, al punto di credere ancora a Babbo Natale (almeno fino a che Joey non le rivela la verità). Tuttavia è anche la più promiscua del gruppo, ha numerose relazioni di breve periodo e non disprezza neppure la bellezza femminile (anche se si dimostra scioccata quando scopre che Ursula realizza film porno usando il suo nome). Inoltre Phoebe crede nella reincarnazione, nei fenomeni paranormali e nei fantasmi, oltre a non accettare la teoria dell'evoluzione, cosa che in un'occasione ha provocato una discussione con Ross. Phoebe ha molti principi in cui crede fermamente, anche se spesso e volentieri tende a venirne meno: è vegetariana convinta (anche se si lascia convincere a mangiare carne durante la gravidanza) e non accetta le pellicce (anche se dimostra di gradirne l'eleganza). Si batte persino per i diritti delle piante, al punto di boicottare gli alberi di Natale e piangere ed organizzare funerali quando muoiono i fiori.
Successivamente Phoebe scopre la menzogna su suo padre, e più volte tenta di contattarlo. Prima di lui conosce la sua nuova moglie e suo figlio, Frank Jr. In seguito, ritrova una foto di Frank, Lily e tale Phoebe Abbott: contattata, scopre che è lei la madre biologica delle gemelle, poiché i tre avevano instaurato un ménage à trois. La signora Abbott rimase incinta a 18 anni: spaventata, affidò le bambine a Frank e Lily.
Il fratellastro diciottenne Frank Jr. sposerà una donna molto più avanti con l'età, ormai sterile. La coppia chiederá a Phoebe di tenere in grembo loro figlio come madre surrogata. Alla fine nasceranno tre gemellini, a uno dei quali viene dato il nome Chandler (la gravidanza surrogata di Phoebe corrisponde a quella reale dell'attrice Lisa Kudrow).
La nonna Frances muore nel corso della quinta stagione, e durante il funerale Phoebe conosce suo padre Frank.
Dopo la morte della nonna, Phoebe vive da sola, tranne un periodo in cui Rachel deve trasferirsi da lei, finché accidentalmente dà fuoco alla casa e le due devono trasferirsi da Monica e Chandler, nell'appartamento numero 20. Risistemato l'appartamento, Phoebe tornerà a vivere da sola fino al suo matrimonio con Mike Hannigan, cerimonia officiata da Joey, che ha ottenuto la licenza via Internet.
Per mantenersi Phoebe fa la massaggiatrice, anche se verrà poi licenziata per aver baciato un cliente ed essere stata scoperta dal proprio datore di lavoro e, in seguito, le verrà spesso revocata la licenza. Ma il suo hobby principale è sicuramente quello di suonare la chitarra al Central Perk. Phoebe ha un vasto repertorio di canzoni, la maggior parte delle quali piuttosto nonsense, il suo cavallo di battaglia è però certamente Gatto Rognoso (in originale Smelly Cat, quindi gatto puzzolente), di cui in un episodio fu realizzato un videoclip per lanciare Phoebe nel mondo della discografia, anche se con scarsi risultati. Alla fine, Gatto Rognoso verrà utilizzato da una sua ex amica come jingle per una pubblicità di sabbiette per gatti.

## Concezione e sviluppo
Kathy Griffin, Jane Lynch e Megan Mullally hanno tutte compiuto un'audizione per il personaggio, ma gli autori hanno deciso di assegnarlo a Lisa Kudrow perché adoravano il suo ruolo nella serie Innamorati pazzi: il personaggio della gemella Ursula è infatti un crossover con la serie.

## Accoglienza
Entertainment Weekly ha considerato Phoebe l'interpretazione migliore della carriera di Lisa Kudrow.